# Peter Drucker
Peter Ferdinand Drucker (19. november 1909 – 11. november 2005) var en østrigsk-født forfatter til flere økonomi-relaterede bøger. Drucker er en af de ledende teoretikere indenfor markedsføring og forretningsledelse. Han er blevet omtalt som "grundlægger af moderne management". Tre institutioner har taget navn efter ham: Drucker Institute; Peter F. Drucker and Masatoshi Ito Graduate School of Management, begge ved Claremont Graduate University, samt Peter F. Drucker Academy Arkiveret 29. maj 2016 hos  Wayback Machine.

## Opvækst og uddannelse
Som søn af en embedsmand i Habsburgriget, blev Drucker født i en forstad til Wien, en lille landsby med navnet Kaasgraben. Efter at Østrig-Ungarn led nederlag i Første verdenskrig, var der kun få jobmuligheder i Wien. Derfor drog Drucker til Tyskland efter at have afsluttet sin skolegang. Han arbejdede først i den finansielle sektor, men blev senere journalist. Han opnåede også en doktorgrad i international lovgivning, mens han opholdt sig i Tyskland. Nazismens fremvækst tvang ham til at forlade Tyskland i 1933, og efter nogle år i London, flyttede han til USA i 1937, hvor han virkede som professor og forfatter.

## Forskningsindsats
I 1943 blev Drucker amerikansk statsborger. Han underviste ved New York University som professor i administration fra 1950 til 1971. Hans bog The Practice of Management fra 1954 er en af de første akkrediterede lærebøger indenfor markedsføring og bedriftsledelse, med vægt på, hvordan den moderne, professionelt ledede bedrift erobrer kunder, markedsandele og konkurrencekraft. Det klassiske citat fra bogen lyder:
| Citat                                                                     | The purpose of a company is to create a customer. ...The only profit center is the customer. ...The business enterprise has two and only two basic functions: marketing and innovation. marketing and innovation produce results; all the rest are costs. | Citat |
| Peter Drucker, The Practice of Management, Harper Collins, New York 1954. | |       |

Druckers store fortjeneste inden for virksomhedsledelse var at sætte fokus på kundens behov og sætte kunden i fokus for virksomhedernes produktudvikling, prisstrategi og organisering af værdikæden. Det er kunden som afgør, hvad virksomheden udvikler sig til og bestemmer hvilke produkter den kan leve af at producere.
Hans publicerede værker har forudset mange af de vigtigste udviklingstræk i det 20. århundrede, bl.a. privatisering og decentralicering; den japanske økonomis tiltagende styrke på verdensplan og informationssamfundets udvikling hen imod krav om livslang læring. I 1959 skabte Drucker termen “knowledge worker" og senere forudsagde han vidensarbejdernes rolle som frontfigurer i management.
Fra 1971 til sin død virkede han som professor i samfundsvidenskab og administration ved Claremont Graduate University.. Han blev tildelt den amerikanske præsidents frihedsmedalje 9. juli 2002 af George W. Bush.

## Publikationer
- The End of Economic Man: The Origins of Totalitarianism (1939)
- The Future of Industrial Man (1942)
- Concept of the Corporation (1945) (A study of General Motors)
- The New Society (1950)
- The Practice of Management (1954)
- America's Next 20 Years (1957)
- Landmarks of Tomorrow: A Report on the New 'Post-Modern' World (1959)
- Power and Democracy in America (1961)
- Managing for Results: Economic Tasks and Risk-Taking Decisions (1964)
- The Effective Executive (1966)
- The Age of Discontinuity (1968)
- Technology, Management and Society (1970)
- Men, Ideas and Politics (1971)
- Management: Tasks, Responsibilities and Practices (1973)
- The Unseen Revolution: How the Pension Fund Came to America (1976)
- An Introductory View of Management (1977)
- Adventures of a Bystander (1979) (Autobiography)
- Song of the Brush: Japanese Painting from the Sanso Collection (1979)
- Managing in Turbulent Times (1980)
- Toward the Next Economics and Other Essays (1981)
- The Changing World of the Executive (1982)
- The Temptation to Do Good (1984)
- Innovation and Entrepreneurship: Practice and Principles (1985)
- The Frontiers of Management (1986)
- The New Realities (1989)
- Managing the Non-Profit Organization: Practices and Principles (1990)
- Managing for the Future: The 1990s and Beyond (1992)
- The Post-Capitalist Society (1993)
- The Ecological Vision: Reflections on the American Condition (1993)
- The Theory of the Business (1994)
- Managing in a Time of Great Change (1995)
- Drucker on Asia: A Dialogue Between Peter Drucker and Isao Nakauchi (1997)
- Peter Drucker on the Profession of Management (1998)
- Management Challenges for the 21st Century (1999)
- Managing Oneself (1999)
- The Essential Drucker: The Best of Sixty Years of Peter Drucker's Essential Writings on Management (2001)
- Leading in a Time of Change: What it Will Take to Lead Tomorrow (2001; with Peter Senge)
- The Effective Executive Revised (2002)
- Managing in the Next Society (2002)
- A Functioning Society (2003)
- The Daily Drucker: 366 Days of Insight and Motivation for Getting the Right Things Done (2004)
- The Effective Executive in Action (2005)